# BMI Film & TV Award
Die BMI Film & TV Awards werden seit 1985 jährlich von der US-amerikanischen Gesellschaft Broadcast Music Incorporated an die besten Komponisten vergeben. Die Preise werden ohne Nominierungen direkt vergeben und ehren die jeweils besten Film- und Fernsehmusiken des Jahres. Allerdings müssen die Komponisten Mitglieder der BMI sein.